# Harlan James Smith
Harlan James Smith (25 de agosto de 1924 - 17 de octubre de 1991) fue un astrónomo estadounidense.

## Semblanza
Smith nació en Wheeling, Virginia Occidental. Era hijo de Paul y de Anna McGregor Smith. Siendo alumno del Instituto Wheeling, fue seleccionado en primer lugar del "Concurso Nacional Westinghouse de Búsqueda de Talento Científico". Desde 1943 hasta el final de la Segunda Guerra Mundial  sirvió en el Ejército del Aire de los EE. UU., actuando como observador meteorológico.
Tras el final de la guerra, se matriculó en la Universidad de Harvard, donde se graduó en 1949. En 1950 contrajo matrimonio con Joan Greene, y en 1951 obtuvo su doctorado en Harvard. Comenzó a impartir clases en el departamento de astronomía de la Universidad de Yale en 1953. Completó su trabajo doctoral en Harvard en 1955.
En 1963 obtuvo la cátedra de astronomía de la Universidad de Texas, siendo nombrado director del Observatorio McDonald. Supervisó la construcción del telescopio de 2.7 m, tras persuadir a la NASA de la necesidad de disponer de un soporte para las misiones planetarias. Desde 1966 hasta 1970 fue miembro del Comité sobre el Gran Telescopio Espacial, un grupo formado ad hoc por la Academia Nacional de Ciencias, de cuyo trabajo resultó el Telescopio Espacial Hubble. También fue presidente del Comité de Ciencia Espacial de la NASA desde 1977 hasta 1980, donde contribuyó a la puesta en marcha del Programa de Grandes Observatorios de la NASA. Se retiró en 1989. Durante su carrera se dedicó al estudio de las estrellas variables, y la emisión planetaria de ondas de radio, así como a la fotometría y a los instrumentos astronómicos. Con Dorrit Hoffleit, fue el primero en observar la variabilidad óptica de los cuásares, y descubrió una clase de las estrellas variables conocidas como Delta Scuti.
Fue un entusiasta defensor de la difusión popular de la astronomía, y condujo un programa de radio titulado "Star Date" (La Fecha de la Estrella). También desarrolló "La Historia del Universo", una serie de películas educativas. Así mismo, colaboró en programas de cooperación internacional, particularmente con China, país que visitó varias veces. Fue coeditor del Astronomical Journal y secretario suplente de la American Astronomical Society.
Smith murió debido a las complicaciones médicas relacionadas con un cáncer. Fue sobrevivido por su mujer, cuatro hijos, y sus nietos.

## Premios y honores
- 1991 Medalla de la NASA al Servicio Público Distinguido
- Una cátedra de astronomía en la Universidad de Texas lleva su nombre.
- El asteroide 3842 Harlansmith lleva este nombre en su honor.
- Así mismo, el cráter lunar Harlan conmemora su nombre.